# Secoya (langue)
Cet article concerne la langue secoya. Pour le peuple secoya, voir Secoya.
Le secoya (pa̱a̱ikoka ou pãikoka), est une langue tucanoane de la branche occidentale, parlée en Amazonie, en Équateur dans la région du Putumayo par 400 personnes. Un autre groupe de locuteurs est présent en Pérou, le long du Napo.

## Écriture
| a | a̱ | d | e | e̱ | ë | ë̱ | i  | i̱ | j | k | m | n |
| ñ | o | o̱ | p | r | s | t | ts | u | u̱ | w | y | ’ |

En 2007, les lettres et digrammes c et qu ont été remplacés par la lettre k et le digramme hu a été remplacé par la lettre w.
| a | ã | d | e | ẽ | ë | ë̃ | i | ĩ | j | k | ku | m |
| n | ñ | o | õ | p | s | t | u | ũ | w | y | '  |   |

## Phonologie

### Voyelles
|         | Antérieure  | Centrale    | Postérieure |
| ------- | ----------- | ----------- | ----------- |
| Fermée  | i [i] ĩ [ĩ] | ɨ [ɨ] ɨ̃ [ɨ̃] | u [u] ũ [ũ] |
| Moyenne | e [e] ẽ [ẽ] |             | o [o] õ [õ] |
| Ouverte |             | a [a] ã [ã] |             |

### Consonnes
|               |               | Bilabiale | Dentale | Palatale | Vélaire | Lab.-Vél. | Glottale |
| ------------- | ------------- | --------- | ------- | -------- | ------- | --------- | -------- |
| Occlusives    | Sourdes       | p [p]     | t [t]   |          | k [k]   | kʷ [kʷ]   | ʔ [ʔ]    |
| Occlusives    | Sonores       |           | d [d]   |          |         |           |          |
| Fricatives    | Fricatives    |           | s [s]   |          |         |           | h [h]    |
| Nasales       | Nasales       | m [m]     |         |          |         |           |          |
| Semi-voyelles | Semi-voyelles | w [w]     |         | j [j]    |         |           |          |